# Progressione del record italiano dell'eptathlon femminile
La voce seguente illustra la progressione del record italiano dell'eptathlon femminile di atletica leggera.
Il primo record italiano femminile in questa disciplina venne ratificato il 20-21 giugno 1981.

## Progressione
| Misura                                                                     | Atleta                                                           | Punteggio                    | Luogo               | Data               | Note  |
| -------------------------------------------------------------------------- | ---------------------------------------------------------------- | ---------------------------- | ------------------- | ------------------ | ----- |
| 100 m hs - peso - alto - 200 m / lungo - giavellotto - 800 m               |                                                                  |                              |                     |                    |       |
| 5325 p.                                                                    | Alessandra Becatti                                               | Aurora Pontedera             | Forlì               | 20-21 giugno 1981  |       |
| 5325 p.                                                                    | 15"69 - 10,66 m - 1,67 m - 25"55 / 5,55 m - 37,74 m - 2'20"98    |                              |                     |                    |       |
| 5367 p.                                                                    | Alessandra Becatti                                               | Aurora Pontedera             | Malmö               | 11-12 luglio 1981  |       |
| 5367 p.                                                                    | 15"28 - 10,92 m - 1,64 m - 25"70 / 5,78 m - 35,52 m - 2'20"30 m  |                              |                     |                    |       |
| 5396 p.                                                                    | Rosanna Rosati                                                   | CUS Roma                     | Viterbo             | 27-28 ottobre 1982 | m     |
| 5396 p.                                                                    | 14"2 m - 11,84 m - 1,60 m - 25"7 m / 5,82 m - 30,28 m - 2'22"8 m |                              |                     |                    | m     |
| 5416 p.                                                                    | Katia Pasquinelli                                                | Nuova Atletica Varese        | Bolzano             | 23-24 luglio 1983  |       |
| 5416 p.                                                                    | 15"05 - 11,24 m - 1,59 m - 25"41 / 5,86 m - 37,24 m - 2'21"48    |                              |                     |                    |       |
| 5449 p.                                                                    | Katia Pasquinelli                                                | Nuova Atletica Varese        | Vienna              | 27-28 agosto 1983  |       |
| 5449 p.                                                                    | 14"83 - 10,10 m - 1,57 m - 25"02 / 6,01 m - 33,80 m - 2'20"63    |                              |                     |                    |       |
| 5606 p.                                                                    | Esmeralda Pecchio                                                | Snia Milano                  | Como                | 9-10 giugno 1984   |       |
| 5606 p.                                                                    | 14"33 - 1,75 m - 11,32 m - 25"93 / 6,01 m - 33,80 m - 2'20"63    |                              |                     |                    |       |
| Tabella 1985: 100 m hs - alto - peso - 200 m / lungo - giavellotto - 800 m |                                                                  |                              |                     |                    |       |
| 5485 p.                                                                    | Esmeralda Pecchio                                                | Snia Milano                  | Como                | 9-10 giugno 1984   | [ 1 ] |
| 5485 p.                                                                    | 14"33 - 1,75 m - 11,32 m - 25"93 / 6,01 m - 33,80 m - 2'20"63    |                              |                     |                    | [ 1 ] |
| 5589 p.                                                                    | Alessandra Becatti                                               | ASSI Banca Toscana           | Volterra            | 11-12 maggio 1985  | m     |
| 5589 p.                                                                    | 13"9 m - 1,63 m - 11,04 m - 24"7 m / 6,18 m - 38,68 m - 2'20"1 m |                              |                     |                    | m     |
| 5625 p.                                                                    | Katia Pasquinelli                                                | Nuova Atletica Varese        | Torino              | 29-30 giugno 1985  |       |
| 5625 p.                                                                    | 14"22 - 1,63 m - 11,56 m - 24"83 / 6,32 m - 38,36 m - 2'22"66    |                              |                     |                    |       |
| 5785 p.                                                                    | Alessandra Becatti                                               | ASSI Banca Toscana           | Götzis              | 23-24 maggio 1987  |       |
| 5785 p.                                                                    | 14"00 - 1,66 m - 11,36 m - 24"58 / 6,17 m - 37,74 m - 2'12"18    |                              |                     |                    |       |
| 5957 p.                                                                    | Corinne Schneider                                                | Snam Gas Metano              | Duisburg            | 28-29 agosto 1989  |       |
| 5957 p.                                                                    | 14"11 - 1,78 m - 12,52 m - 25"39 / 6,09 m - 45,80 m - 2'18"96    |                              |                     |                    |       |
| 6056 p.                                                                    | Ifeoma Ozoeze                                                    | Snam Gas Metano              | Tokyo               | 26-27 agosto 1991  |       |
| 6056 p.                                                                    | 13"89 - 1,76 m - 12,97 m - 24"71 / 6,27 m - 44,92 m - 2'21"85    |                              |                     |                    |       |
| 6135 p.                                                                    | Giuliana Spada                                                   | Società Sportiva Edera Forlì | Cesano Maderno      | 27-28 maggio 1995  |       |
| 6135 p.                                                                    | 13"69 - 1,69 m - 14,02 m - 24"80 / 5,97 m - 48,78 m - 2'14"93    |                              |                     |                    |       |
| 6185 p.                                                                    | Gertrud Bacher                                                   | SV Lana                      | Desenzano del Garda | 8-9 maggio 1999    |       |
| 6185 p.                                                                    | 13"65 - 1,73 m - 13,43 m - 24"23 / 5,94 m - 43,83 m - 2'09"04    |                              |                     |                    |       |
| 6379 p.                                                                    | Sveva Gerevini                                                   | Centro Sportivo Carabinieri  | Roma                | 7-8 giugno 2024    |       |
| 6379 p.                                                                    | 13"35 - 1,80 m - 12,37 m - 23"81 / 6,33 m - 43,65 m - 2'10"75    |                              |                     |                    |       |